# 西遊記（貳）
《西遊記（貳）》（英語：Journey to the West II），是香港電視廣播有限公司拍攝製作的古裝著名神話電視劇，為《西遊記》的續集，31周年台慶劇。由陳浩民、江華、黎耀祥及麥長青領銜主演，監製為劉仕裕。本劇孙悟空一角原屬意由第一輯的張衛健出演，因片酬問題而無法續演，改由陳浩民出演。
中国大陆于2001年引进热播，大陆版为40集，分为两小部分，第一部名称为《天地争霸美猴王》，第二部名为《云海翻腾孙悟空》；湖南卫视于2007年下午时段播出时，整部起名为《齐天大圣II》。

## 演员表

### 唐三藏師徒
| 演員   | 角色   | 關係／暱稱 |
| 江 華  | 唐三藏 | 孫悟空、豬八戒、沙僧、龍馬之師父 陳光蕊、滿堂嬌之子 唐太宗御弟 前世為如來佛祖大弟子金蟬子，因為聽道時睡覺被貶下凡成為唐三藏 参见上辑 |
| 陳浩民 | 孫悟空 | 齊天大聖、 孫悟空、馬騮精 唐三藏之徒，法號：行者 四大神猴之一 豬八戒、沙僧、龍馬之大師兄，牛魔王之結義兄弟 6大高手之一 于第21集被通臂猿猴擊敗，用金剛棒打光自身全部靈力，法力全廢 于第23集又被金剛棒送回無極虛空境界激發潛能，恢復法力 後獲如來佛祖封為鬥戰勝佛 （上輯由張衛健飾演） 参见上辑 |
| 黎耀祥 | 豬八戒 | 唐三藏之徒，白龍馬之三師弟(入門順序所算)，沙僧之三師兄(入門順序所算)，沙僧之二師兄(真正)法號：悟能 本為天蓬元帥 後獲如來佛祖封為淨壇使者 参见上辑 |
| 麥長青 | 沙 僧  | 唐三藏之徒，龍馬、豬八戒、孫悟空的四師弟(入門順序所算)，孫悟空、豬八戒之三師弟(真正)法號：悟淨 本為捲簾大將 後獲如來佛祖封為金身羅漢 参见上辑 |
| 湯俊明 | 龍 馬  | 西海龍王三太子，因放火燒明珠被判死罪，後因觀音求情而被免死罪，但被貶下凡，孫悟空之二師弟(入門順序所算)，豬八戒、沙僧之二師兄(入門順序所算)孫悟空、豬八戒、沙僧、唐三藏之坐騎(真正) 参见上辑                                                                                                   |

### 天庭
| 演員   | 角色       | 關係／暱稱 |
| 楚 原  | 如來佛祖   | 本為印度王子悉達多 |
| 蓋鳴暉 | 觀世音菩薩 | （上輯由龔慈恩飾演） |
| 王 偉  | 須菩提祖師 | 孫悟空、牛魔王、鐵扇公主、小鵬女及六耳彌猴之師父 於第2集解散三星洞，並升任涇河龍王 |
| 秦 煌  | 彌勒佛     | 黃眉老祖、通臂猿猴之師父 |
| 李龍基 | 玉皇大帝   | 七仙女之父 王母娘娘之子 |
| 梁葆貞 | 王母娘娘   | 玉皇大帝之母 （上輯由盧宛茵飾演） |
| 馬德鐘 | 楊 戩      | 二郎神、三眼仔（孙悟空专称） 原名楊想娘、楊二郎 孫悟空最強的對手之一，後和好 为了救自己的母亲，而触犯天罪，后跟随姜子牙学习法力，并允许他得了十万功德可以放过其母 雪亮、楊松柏之子 姜子牙之徒 玉帝之外孫 以三尖兩刃戟作武器，力量和六耳獼猴、孫悟空、通臂猿猴不相上下，但智力更勝一籌，以前曾把孫悟空收伏 于第28集要求玉帝五百步将可攻打万妖国，不料因被蟒蛇精中了毒伤而病倒；于同集后他得知雪妖（冰晴）捉了唐三藏，决定自己亲自解决，不料被孙悟空为了救师父，玉帝决定把他作为主帥，而孙悟空作为副帥 于第29集不知道孙悟空和猪八戒变成狗虱 于第30集被豬八戒揭发他偷懒、打神仙，接今玉帝愤怒并扣了两个功德；于同集把豬八戒封了七竅 于第31集为了救其母决定亲自辟山救母，再次而触犯天罪 |
| 駱達華 | 嘯天犬     | 豬八戒天敵 |
| 張英才 | 太白金星   | |
| 吳美珩 | 女 媧      | |
| 華忠男 | 太上老君   | |
| 孫季卿 | 南極仙翁   | |
| 俞 明  | 值日星君   | |
| 郭德信 | 月 老      | |
| 歐倩怡 | 善財童子   | 牛魔王、鐵扇公主之子紅孩兒 （上輯由許秋怡飾演） |
| 伍慧珊 | 善財龍女   | |
| 羅 莽  | 李 靖      | （上輯由李煌生飾演） |
| 羅敏莊 | 哪 吒      | （上輯由何美鈿飾演） |
| 黃天鐸 | 土 地      | |
| 陳中堅 | 文殊菩薩   | |
| 王偉梁 | 悉達多     | 印度王子，後成為如來佛祖 |
| 楊證樺 | 阿闍世     | |
| 吳卓羲 | 摩柯迦葉   | |
| 方 傑  | 頻婆娑羅   | 摩揭陀國王 |
| 游 飇  | 雷震子     | |
| 孫恩明 |            | 四大天王 |
| 戴少民 |            | 四大天王 |
| 邵卓堯 |            | 四大天王 |
| 甘子正 |            | 四大天王 |
| 馮瑞珍 | 風婆婆     | |
| 廖麗麗 | 雲婦人     | |
| 區家煒 | 雷 神      | |
| 陳榮峻 | 呂洞賓     | 八仙 |
| 王維德 | 韓湘子     | 八仙 |
| 黃鳳琼 | 何仙姑     | 八仙 |
| 麥嘉倫 | 藍采和     | 八仙 |
| 梁建平 | 曹國舅     | 八仙 |
| 古明華 | 漢鍾離     | 八仙 |
| 黃煒林 | 鐵拐李     | 八仙 |
| 李海生 | 張果老     | 八仙 |
| 姚樂怡 | 嫦 娥      | （上輯由李穎飾演） |
| 伍文生 | 安靜司     | |
| 李志華 | 寧神司     | |
| 湯俊生 | 明 月      | |
| 羅君左 | 牛 郎      | |
| 盧卓南 | 巨靈神     | (上輯由駿雄飾演) |
| 鄭家生 | 閻羅王     | |
| 鄧汝超 | 判 官      | |
| 張松枝 | 鬼 差      | |

### 萬妖國
- 于第42集正式解散。

| 演員   | 角色     | 關係／暱稱 |
| 張慧儀 | 大蟒精   | 萬妖女王 萬妖國統治者 通臂猿猴之妻 原為雀仙，被萬年蟒精施法化成蟒妖 于第17集正式登场 于第23集发誓要找孙悟空报仇 於第42集嫁禍孫悟空失敗，并不但没有放下执念，但被通臂猿猴轉世為伏虎羅漢接受道理後，并悔悟并真切反省中 |
| 郭政鴻 | 通臂猿猴 | 萬妖國王，自號超天大聖 黃眉老祖師弟，彌勒佛二弟子 大蟒精之夫 四大神猴之一，本因前生之濟世功德，已修行成半仙半佛，卻因執念挑戰孫悟空，仿效其大鬧地府，墮落妖道 妒忌孙悟空有定海神針金剛棒作武器，強搶渤海龍宮用以頂天震海的擎天柱作武器 曾被弥勒佛困在两极葫芦内, 後花言巧语欺骗乌鸦精将其释放 被孙悟空連敗兩次，直到后来得到大蟒精协助，吞服萬妖金丹及蟒蛇精之內丹，練成吸仙大法，法力足以驚天地、泣鬼神，才得以戰勝孙悟空之七十二變 龟丞相曾预言需要结合6大高手才能把其打败，而结合5大高手僅只能打成平手 于第18集暫时被打回原形，后被大蟒精原活 于第23集因被孫悟空擊破麒麟腳弱點而重傷死亡 于第42集轉世為伏虎羅漢 |
| 關寶慧 | 冰 清    | 雪妖 七仙女中排名第二 玉帝之次女 曾為萬妖女王手下 于第32集被打入十八层地狱，后成为床头婆婆 |
| 林芷筠 | 雪 妖    | 萬妖女王手下 萬妖國妖精 大蟒精親信 |
| 黃德斌 | 夢 魔    | 萬妖女王手下 萬妖國妖精 |
| 陳 琪  | 白骨精   | 萬妖女王手下 萬妖國妖精 |

### 單元一：「真假猴王」（第1－7集）
| 演員            | 角色       | 關係／暱稱 |
| 潘志文          | 唐太宗     | 文成公主之父 （上輯由鄭栢麟飾演） |
| 姚樂怡          | 嫦 娥      | |
| 姚樂怡          | 文成公主   | 唐太宗之女 |
| 陳浩民 （中童） | 六耳獼猴   | 四大神猴之一，力量和楊戩、通臂猿猴不相上下，但智力落後於楊戩，因大鬧兜率宮而被逐出天庭 落入凡間時巧遇唐僧師徒，稱悟空為猴子哥哥 後被指為在唐僧惡夢中的「隻身破壞長安城的失控大猩猩」，而引起不小風波，後由觀音菩薩指點後、悟空將之引薦入三星洞，菩提老祖說力量可能比悟空強，因而將之收為徒弟 而後，老祖奉玉旨接任涇河龍王、三星洞解散後，無處可去而被小鵬女帶回其家中，被大鵬精算計变为失控的大猩猩、在長安城大肆破壞 于第7集被猪八戒助沙僧砍去尾巴而恢復原狀 于同集想起一切後大澈大悟、此後跟隨於觀音菩薩門下 |
| 林俊良          | 六耳獼猴   | 四大神猴之一，力量和楊戩、通臂猿猴不相上下，但智力落後於楊戩，因大鬧兜率宮而被逐出天庭 落入凡間時巧遇唐僧師徒，稱悟空為猴子哥哥 後被指為在唐僧惡夢中的「隻身破壞長安城的失控大猩猩」，而引起不小風波，後由觀音菩薩指點後、悟空將之引薦入三星洞，菩提老祖說力量可能比悟空強，因而將之收為徒弟 而後，老祖奉玉旨接任涇河龍王、三星洞解散後，無處可去而被小鵬女帶回其家中，被大鵬精算計变为失控的大猩猩、在長安城大肆破壞 于第7集被猪八戒助沙僧砍去尾巴而恢復原狀 于同集想起一切後大澈大悟、此後跟隨於觀音菩薩門下 |
| 蔡國慶          | 魏 徵      | |
| 黃文標          | 尉遲恭     | |
| 麥子雲          | 房玄齡     | |
| 招石文          | 徐世勣     | |
| 虞天偉          | 杜如晦     | |
| 駿 雄           | 程咬金     | |
| 張鴻昌          | 李建成     | |
| 梁健平          | 李元吉     | |
| 郭卓樺          | 大鵬精     | 小鹏女之父 在高昌國作威作福、強迫國王蒐羅寶物貢獻給自己，于第2集被孫悟空打敗，後遷怒六耳獼猴而設計惡整、不料將之變成失控的大猩猩 于第7集不斷設法亡羊補牢卻屢屢失敗、在六耳徹底失控後逃之夭夭 于同集被悟空帶上天庭，最終被玉帝判處轉世成鷓鴣的處分 |
| 秦 煌           | 大象精     | 下世變為老鼠 |
| 李煒祺          | 獅子精     | 下世變為貓 |
| 汪曉文          | 小鵬女     | 大鹏精之女 原與六耳獼猴同為菩提老祖門徒 老祖奉玉旨接任涇河龍王、三星洞解散後，將六耳帶回家中，不料也將之引入一場大浩劫中 于第7集被太白金星交管 童年由馮皓詩飾演 |
| 羅國維          | 高昌國國王 | 被大鵬精要脅而四處蒐羅寶物當作貢品，後遇上唐僧師徒而得救 |
| 蘇恩磁          | 高昌國皇后 | |
| 劉 丹           | 智慧佛尊者 | 鎮守玲瓏寶塔第一層關卡的智者神 本為老虎精，後由觀音菩薩點化後超凡入聖 |
| 曾健明          | 天竺國國王 | |
| 李鴻            | 新羅國國王 | |
| 李國麟          | 涇河龍王   | |

### 單元二：「提籃觀音」（第7－9集）
| 演員   | 角色     | 關係／暱稱   |
| 戴志偉 | 靈感大王 | 原為金魚     |
| 余慕蓮 | 斑衣鱖婆 | 靈感大王手下 |
| 郭德信 | 陳莊主   | 陈家庄庄主   |
| 李煌生 |          | 陳莊主之弟   |
| 薛純基 |          | 金沙灘村民   |
| 曾健明 |          | 金沙灘村民   |
| 黄文標 | 馬二郎   | 金沙灘村民   |

### 單元三：「人蔘果」（第9－12集）
| 演員   | 角色       | 關係／暱稱 |
| 羅 蘭  | 人蔘果老妖 | 金角大王、銀角大王、精灵鬼、伶俐虫之母 于第12集被孙悟空打死，后打回原型                                                            |
| 劉家輝 | 金角大王   | 人蔘果化身 銀角大王、精灵鬼、伶俐虫之兄 于第12集打回原型                                                                           |
| 駿 雄  | 銀角大王   | 人蔘果化身 金角大王之弟 精灵鬼子、伶俐虫之兄 于第12集打回原型                                                                      |
| 康 華  | 精靈鬼     | 人蔘果化身 金角大王、银角大王之妹 伶俐虫之姐 于第12集打回原型                                                                      |
| 陳安瑩 | 伶俐蟲     | 人蔘果化身 金角大王、银角大王、精灵鬼之妹 于第12集打回原型                                                                         |
| 陳榮峻 | 鎮元子     | 清風、明月之師父，唐三藏之朋友，後反目，在本作中去了瑤池大會，回來後看見人參果全死亡後，不惜把唐三藏吸入胡蘆瓶，最後被觀音處罰訓話 |
| 羅君左 | 清 風      | 鎮元子徒弟 |
| 湯俊明 | 明 月      | 鎮元子徒弟 |

### 單元四：「小雷音寺」（第13－23集）
| 演員   | 角色         | 關係／暱稱 |
| 郭政鴻 | 通臂猿猴     | 萬妖國王，自號超天大聖，孫悟空最強的對手之一 黃眉老祖師弟，彌勒佛二弟子 大蟒精之夫 四大神猴之一，本因前生之濟世功德，已修行成半仙半佛，卻因執念挑戰孫悟空，仿效其大鬧地府，墮落妖道 妒忌孙悟空有定海神針金剛棒作武器，強搶渤海龍宮用以頂天震海的擎天柱作武器 曾被弥勒佛困在两极葫芦内, 後花言巧语欺骗乌鸦精将其释放 被孙悟空連敗兩次，直到后来得到大蟒精协助，吞服萬妖金丹及蟒蛇精之內丹，練成吸仙大法，法力足以驚天地、泣鬼神，才得以戰勝孙悟空之七十二變 龟丞相曾预言需要结合6大高手才能把其打败，而结合5大高手僅只能打成平手 于第23集因被孫悟空擊破麒麟腳弱點而重傷死亡 參見萬妖國 |
| 劉家輝 | 牛魔王       | 平天大聖、大水牛、牛牛 孫悟空結義大哥 鐵扇公主丈夫 紅孩兒父親 六大高手之一，絕技為牛魔拳 |
| 陳秀珠 | 鐵扇公主     | 扇扇 罗刹国公主 牛魔王之妻 紅孩兒之母 乌鸦精之情敌 六大高手之一 |
| 苑瓊丹 | 烏鴉精       | 鸦鸦 小雲雀之姑姑 牛魔王之妾侍 铁扇公主之情敌 曾假扮铁扇公主 六大高手之一，絕技為烏鴉嘴 |
| 陳彥行 | 小雲雀       | 烏鴉精之姪女 龜丞相九千歲之乾女 愛慕孫悟空 曾假扮小翠 |
| 陳彥行 | 小 翠        | 鐵扇公主之婢女 |
| 子明   | 龜丞相九千歲 | 小雲雀之乾爹 六大高手之一，於第21集借出衝上雲霄天之梯予孫悟空上天庭求助眾仙 |
| 夏韶聲 | 黃眉老祖     | 通臂猿猴師兄 彌勒佛大弟子，后因加入魔道而反目 于第23集被铁扇公主赶走，后果不明 |
| 張慧儀 | 大蟒精       | 于第23集发誓要找孙悟空报仇 參見萬妖國 |
| 關 菁  | 羅剎國國王   | 鐵扇公主之父 |
| 劉桂芳 | 羅剎國皇后   | 鐵扇公主之母 |
| 秦 煌  | 彌勒佛       | 黃眉老祖、通臂猿猴之師父 |
| 孫季卿 | 八府巡按     | |

### 單元五：「黑熊精盜袈裟」（第24－27集）
| 演員   | 角色     | 關係／暱稱 |
| 江 華  | 唐三藏   | 參見主要演員 |
| 梁榮忠 | 黑熊精   | 誤打誤撞成為金池聖僧之徒，被金池聖僧利用為蒐集大量香油錢建造最宏大的觀音祠廟，後來為了金池聖僧奪取錦蘭佛衣而跟孫悟空一行人爭鬥，後被觀音封為落伽山守山大將軍                                                                                                  |
| 駱應鈞 | 金池聖僧 | 观音禅院住持 誤打誤撞成為黑熊精之師父，事實上是佛門的收買佬，專門收集和炫耀名貴的佛門寶物和佛像，但當知道錦蘭佛衣是聖物的時候，就很想永遠擁有它，不惜放火殺害唐僧等人，可惜失敗，更連自己的寶物也燒光，不惜利用黑熊精想辦法奪回袈裟，但最後也被觀音處罰變小。 |
| 蔣 克  | 廣 謀    | 金池聖僧之徒 |
| 邱萬城 | 廣 智    | 金池聖僧之徒 |
| 黃美棋 | 女 童    | 观音化身 |

### 單元六：「孫悟空三戲二郎神」（第28－32集）
| 演員   | 角色       | 關係／暱稱                                                                     |
| 馬德鐘 | 楊 戩      | 二郎神 參見天庭                                                                |
| 駱達華 | 嘯天犬     | 二郎神手下 猪八戒之天敌                                                        |
| 李國麟 | 楊松柏     | 雪亮之夫 楊戩之父                                                              |
| 蘇玉華 | 雪 亮      | 大仙女 楊戩之母 玉帝之長女 楊松柏之妻 于第32集被打入十八层地狱，后成为床头婆婆 |
| 關寶慧 | 冰 清      | 雪妖 參見萬妖國                                                                |
| 林芷筠 | 雪 妖      | 參見萬妖國                                                                     |
| 刘 丹  | 智慧佛尊者 | 李靖宝塔之妖精                                                                 |
| 刘玉翠 | 蜘蛛精恩恩 | 李靖宝塔之妖精                                                                 |
| 羅 蘭  | 蜘蛛精大婶 | 李靖宝塔之妖精                                                                 |
| 王偉梁 | 姜子牙     | 楊戩之師父                                                                     |
| 張慧儀 | 大蟒精     | 參見萬妖國                                                                     |
| 尤 程  | 大蟒精手下 |                                                                                |

### 單元七：「玄奘救父」（第33－34集）
| 演員   | 角色       | 關係／暱稱                                          |
| 江 華  | 唐三藏     | 參見主要演員                                        |
| 羅樂林 | 陳光蕊     | 烏雞國國王 唐三藏之父 清水河龍王之恩人 于第34集去世 |
| 潘芝莉 | 滿堂嬌     | 唐三藏之母 陳光蕊之妻                               |
| 陳中堅 | 文殊菩薩   |                                                     |
| 關 菁  | 犀牛精     | 本屬文殊菩薩座下 被孫悟空擊敗，最後被文殊菩薩受罰   |
| 黃煒德 | 烏雞國太子 | 本為犀牛精 被孫悟空擊敗，最後被文殊菩薩受罰         |
| 李家聲 | 清水河龍王 |                                                     |
| 李鴻   | 方 丈      | 普林禪院方丈                                        |

### 單元八：「朱紫國傳奇」（第35－36集）
| 演員   | 角色       | 關係／暱稱     |
| 楊子韜 | 朱紫國國王 |                |
| 潘冰嫦 | 朱紫國皇后 | 被金毛犼捉走   |
| 尤 程  | 丹 桂      | 朱紫國國王侍婢 |
| 趙靜儀 | 刺蝟精     | 金毛犼之妻     |
| 邱萬城 | 金毛犼     | 刺蝟精之夫     |
| 焦 雄  | 神 醫      |                |
| 黃煒林 | 甲         | 神醫手下       |
| 李啟傑 | 乙         | 神醫手下       |
| 彭國樑 | 丙         | 神醫手下       |
| 呂幹文 | 丁         | 神醫手下       |

### 單元九：「月光寶盒」（第37－40集）
| 演員   | 角色         | 關係／暱稱                |
| 劉 江  | 老龍王       |                           |
| 李麗麗 | 龍 母        | 被龍妖烧死                |
| 羅樂林 |              | 南,西,北之兄              |
| 陳中堅 |              |                           |
| 譚一清 |              |                           |
| 李國麟 |              |                           |
| 蘇玉華 | 龍           | 東之妻                    |
| 鄺文珣 | 珍珠公主     | 東之女                    |
| 康 華  | 蚌 精        | 珍珠公主俾女              |
| 子明   | 龜丞相九千歲 | 小雲雀之乾爹 六大高手之一 |
| 余慕蓮 |              | 九千歲之妻                |
| 葉振聲 | 蝦將軍       |                           |
| 張慧儀 | 大蟒精       | 參見萬妖國                |
| 陳妙瑛 | 白骨精       | 六仙(六妖)之一 参见上辑   |
| 劉玉翠 | 蜘蛛精恩恩   | 六仙(六妖)之一 参见上辑   |
| 羅 蘭  | 蜘蛛精大嬸   | 六仙(六妖)之一 参见上辑   |
| 秦 煌  | 大象精       | 六仙(六妖)之一            |
| 李煒祺 | 獅子精       | 六仙(六妖)之一            |
| 梁榮忠 | 黑熊精       | 六仙(六妖)之一            |

### 單元十：「萬妖皈依」（第40－42集）
| 演員   | 角色   | 關係／暱稱 |
| 張慧儀 | 大蟒精 | 參見萬妖國 |
| 林芷筠 | 雪妖   | 參見萬妖國 |
| 黃德斌 | 夢 魔  | 參見萬妖國 |

## 歌曲
| 曲別   | 歌曲     | 作曲       | 填詞           | 主唱   | 备注                           |
| 主題曲 | 取一念   | Aki Kubota | 古倩敏         | 陳浩民 | 大陆版片头曲、片尾曲均为此音乐 |
| 插曲1  | 遇強越強 | 馬永齡     | 馬永齡、伍仲衡 | 陳浩民 |                                |
| 插曲2  | 有了答案 | 陳美鳳     | 古倩敏         | 李蕙敏 |                                |
| 片尾曲 | 西遊記   | 李健達     | 林夕           | 洪楗華 |                                |

## 矛盾之處
劇中各角色均以廟號“唐太宗”稱呼唐朝皇帝李世民。
劇中的唐三藏多次唸《心经》，在原著小說第十九回中《心經》是由烏巢禪師傳予唐三藏，惟《心经》乃是唐三藏取经后所翻译的梵文佛经。
小鵬女曾唱出一首歌，旋律是櫻桃小丸子的主題曲。

## 事件
《西遊記》（1996年）播出因反應甚佳，無綫電視半年後打算開拍續集-《西遊記（貳）》。《西遊記》（1996年）飾演孫悟空的張衛健該時因快約滿，要和電視台續約。在上一次續約中，因張衛健尚未走紅，一集收入只有3000元，比《西遊記》另一主角江華的收入差距約6倍。但這次續約張衛健已為港台紅星，而他在台灣拍攝的收入遠比無綫電視高，因此他在續約時要求片酬和台灣一樣。但他的開價令他和電視台高層出現分歧，后来高層隻答應另开拍一部新剧让张卫健主演，但是堅決反對張衛健拍攝續集，但张卫健感到疑惑且覺得坚持不拍並出走台灣，还改用當時仍為新人的陳浩民。張衛健因此不和電視台續約回台灣發展，而電視台亦封殺他。因此，此剧“孙悟空”一角换角后使大量观众不满（尤其是家庭观众），而收视及口碑也不像前辑般火爆。在此之前，無綫電視並沒有出現過續集棄用主角中途換角的問題，此劇是無綫電視首套換角的電視劇。
此外，據前輯編審葉廣蔭在面子書的主頁所述，因為自己在前傳意見與張華標出現分歧而離開無綫，原因是張本人有意不斷增加孫悟空及二郎神雙雄之間對決的戲份，但葉覺得不必要而取消。因此，第二輯葉本人離開後，張就開始不斷構思及編寫類似互相對決的戲份，導致原著僅被提及的通臂猿猴戲份增加，幾乎此單元可以成為獨立故事，但卻使到飾演通臂猿猴的郭政鴻更加為人熟知，戲路更廣往後的發展更成為大配角，甚至第二男主角。
翌年，亚洲电视购入张卫健主演电视剧《少年英雄方世玉》播映版权并一度顺利抢夺无线电视收视。同年，無綫電視在王晶的牵线下与張衛健言归于好主动参加节目《奖门人》并购入其主演的《小寶與康熙》、《齊天大聖孫悟空》等。

## 收視
以下為該劇於香港無綫電視翡翠台之收視紀錄：
| 週次 | 集數  | 日期                    | 平均收視            | 收視百分比 |
| ---- | ----- | ----------------------- | ------------------- | ---------- |
| 1    | 01-05 | 1998年10月26日-10月30日 | 33點（200.6萬觀眾） | 82%        |
| 2    | 06-10 | 1998年11月2日-11月6日   | 32點（196.3萬觀眾） | 82%        |
| 3    | 11-15 | 1998年11月9日-11月13日  | 32點（193.1萬觀眾） | 81%        |
| 4    | 16-20 | 1998年11月16日-11月20日 | 32點（194.1萬觀眾） | 79%        |
| 5    | 21-25 | 1998年11月23日-11月27日 | 34點（203.0萬觀眾） | 84%        |
| 6    | 26-30 | 1998年11月30日-12月4日  | 34點（202.6萬觀眾） | 82%        |
| 7    | 31-35 | 1998年12月7日-12月11日  | 33點（198.4萬觀眾） | 83%        |
| 8    | 36-40 | 1998年12月14日-12月18日 | 32點（194.5萬觀眾） | 83%        |
| 8    | 41-42 | 1998年12月19日          | 39點（234.4萬觀眾） | 89%        |

## 影碟發行
以下影碟發行由電視廣播(國際)有限公司授權：
香港發行代理商現代音像(國際)有限公司於2004年推出發行了《西遊記（貳）》VCD影碟零售版本，此影碟將已播放的集數並製作成26隻碟版本，每隻碟跟電視劇的每集片長約60分鐘一樣，設有粵語及國語發音版本並配上繁體中文字幕。

## 外部連結
- 無綫電視官方網頁 - 西遊記（貳）
- 《西遊記（貳）》 GOTV 第1集重溫